# Kevin Reynolds
Kevin Hal Reynolds (Waco, Texas, 17 de janeiro de 1952) é um diretor de cinema estadunidense. Graduado em Cinema pela Universidade do Sul da Califórnia. [carece de fontes?]
Reynolds nasceu em Waco, Texas, filho do ex-presidente da Universidade Baylor Herbert H. Reynolds.
Formado em Direito na Universidade Baylor, atuou como advogado por pouco tempo até render-se à paixão por filmes e estudar Cinema na USC - Universidade do Sul da Califórnia. Seu curta-metragem universitário Proof  atraiu a atenção de Steven Spielberg, que decidiu investir em seus primeiros longas-metragens.
O diretor teve uma conturbada relação com o astro Kevin Costner, junto do qual realizou os filmes Robin Hood, o Príncipe dos Ladrões, de 1991, um grande êxito, e O segredo das águas, de 1995. Neste último, uma caríssima produção de Costner, os dois brigaram e o filme foi um dos maiores fracassos de bilheteria do ano, abalando a carreira do ator estadunidense.

## Filmografia

### Como diretor
- 2016 - Ressurreição[2]
- 2006 - Tristan & Isolde (ou Tristan & Isolde)
- 2002 - The Count of Monte Cristo (br / pt: O conde de Monte Cristo)
- 1997 - One Eight Seven (br: 187 - O código / pt: Condenação à morte)
- 1995 - Waterworld (br: Waterworld – O segredo das águas / pt: Waterworld)
- 1994 - Rapa Nui (br: Rapa Nui - uma aventura no paraíso / pt: Rapa Nui)
- 1991 - Robin Hood: Prince of Thieves (br / pt: Robin Hood - O príncipe dos ladrões)
- 1988 - The Beast (1988) (br: A fera da guerra / pt: A besta da guerra)
- 1985 - Fandango - (br / pt: Fandango)
- 1980 - Proof (curta-metragem)

### Como roteirista
- 1994 - Rapa Nui (roteiro e história)
- 1985 - Fandango
- 1984 - Red Dawn (roteiro e história) (br / pt: Amanhecer violento)
- 1980 - Proof (curta-metragem)